# Les Femmes collantes
Pour plus de détails, voir Fiche technique et Distribution.
Les Femmes collantes est un film français réalisé en 1938 par Pierre Caron d'après l'opéra-bouffe de Léon Gandillot  (1886)

## Synopsis
Maître Jacques Badinois, notaire, est jeune, riche et bel homme. Ne sachant pas dire non, il se laisse courtiser par toutes les femmes qu'il rencontre. Au commencement du film, Maître Badinois a trois maîtresses, Gladys, une joueuse de billard, Eloïse une jeune veuve et Rose sa bonne. 
Un entrepreneur de pompes funèbres, Séraphin Campluchard, demande de façon compulsive à être reçu par Maître Babinois au sujet d'un héritage à propos duquel il ne sait rien mais se fait régulièrement éconduire par le premier clerc du cabinet. Fou de rage, Campluchard décide de suivre Badinois dans tous ses déplacements jusqu'à ce que celui-ci consente à l'écouter.
Hippolyte Loupiot est le premier clerc de l'étude de Maître Badinois. Vieux garçon superstitieux, il arrange son mariage avec les Bourillon, dont il ne connait pas encore Monique, leur fille qui est une grande sportive multi disciplinaire. Une réunion est prévue chez Maître Badinois afin de finaliser le contrat de mariage. Loupiot en désaccord avec les termes du contrat renonce au mariage, ce qui arrange bien Monique, laquelle tombe sous le charme du notaire et réciproquement. Du coup Badbinois n'a rien contre le fait d'épouser Monique. Quelques instants plus tard Loupiot regrette sa décision précipitée, mais il est trop tard, les Bourillon ne veulent plus en entendre parler. Loupiot décide donc de se venger de son patron...
Claude Patrice est un grand couturier, son associé vient de décéder et il ignore qui va lui succéder, Maître Babinois ayant égaré le dossier.
Maître Babinois qui ne veut contrarier personne promet le mariage à ses quatre conquêtes et leur fixe la même date et la même heure pour la cérémonie. Campluchard et Patrice emportent les dossiers en instance du notaire pour les trier à la mairie dans l'espoir de dénicher les documents les concernant.
Finalement Eloïse, Gladys, Rose et leurs demoiselles d'honneur se crêpent le chignon dans la salle des mariages, Patrice découvre que son futur associé sera Campluchard, et Jacques Badinois se marie avec Monique devant le maire du 21ème arrondissement (sic) lequel ne manquera pas de leur préciser qu'ils seront bientôt cocus comme tout le monde.

## Fiche technique
Source IMDb
- Titre : Les Femmes collantes
- Texte original : Léon Gandillot d'après l'opéra-bouffe éponyme (1886)
- Réalisateur : Pierre Caron
- Scénario et dialogues : Jean de Letraz
- Musique : Vincent Scotto
- Photographie : Willy Faktorovitch (comme Willy)
- Pays :  France
- Format : noir et blanc - 35 mm - 1,37:1 - son mono - procédé cinématographique : sphérique
- Genre : Comédie
- Durée : 95 minutes
- Dates de sortie :
  - France : 28 avril 1938 (Paris)
  - Belgique : 6 mai 1938 (Bruxelles)
- Affiche : Fernand François (France)

## Distribution
Source IMDb
- Henri Garat : Maître Jacques Badinois
- Josseline Gaël : Eloïse Duboucher
- Betty Stockfeld : Gladys Grey
- Mona Goya : Rose, la bonne de Badinois
- Pierre Stéphen : Hippolyte Loupiot, premier clerc de notaire chez Badinois
- Armand Bernard : 	Séraphin Campluchard, l'entrepreneur des pompes funèbres
- Marguerite Moreno : Madame Mourillon
- Michèle Béryl : Monique Mourillon
- Marcel Vallée : Joseph Mourillon
- Jeanne Fusier-Gir : la bonne des Mourillon
- Jean Tissier : Claude Patrice, le grand couturier parisien
- Marcel Pérès : l'huissier
- Albert Duvaleix
- Marie Cruz
- Willy Léardy
- Monique Monnier

## Autour du film
- Une première adaptation de l'opéra bouffe de Léon Gandillot fut réalisé en 1920 par Georges Monca et Charles Prince
- Le film a été réédité en 2015 chez René Château Vidéo